# Juan Yangali
Juan Jesús Yangali Chauca (Capital Federal (Buenos Aires), 3 de marzo de 2000) es un futbolista argentino. Juega de mediocampista en Gimnasia y Esgrima La Plata de la Primera División de Argentina cedido a préstamo desde CA San Telmo.

## Trayectoria
Surgido de las Divisiones Inferiores del Club Atlético San Telmo en 2023 tuvo un paso improductivo por el Club Atlético Colegiales de la localidad de Munro (jugó apenas 1 partido). Regresó en 2024 donde se afianzó como una de las figuras del equipo.
En julio de 2025 da un salto en su trayectoria deportiva y es incorporado por Gimnasia y Esgrima La Plata de la Primera División de Argentina. Gimnasia pagó 80 mil dólares por el préstamo por 18 meses del jugador y tendrá una opción de compra del 80% a cambio de 320 mil dólares.

## Clubes
| Club                                 | País      | Año           |
| ------------------------------------ | --------- | ------------- |
| CA San Telmo                         | Argentina | 2021-         |
| Colegiales (Munro) (cedido)          | Argentina | 2023          |
| Gimnasia y Esgrima La Plata (cedido) | Argentina | 2025-presente |

## Estadísticas
Actualizado al último partido disputado el 12 de julio de 2025.
| CA San Telmo Argentina | 2.ª           | 2022          | 5  | 0 | 0 | 0 | 0 | 0 | 5  | 0 |
| CA San Telmo Argentina | 2.ª           | 2024          | 22 | 0 | 0 | 0 | 0 | 0 | 22 | 0 |
| CA San Telmo Argentina | 2.ª           | 2025          | 20 | 0 | 1 | 0 | 0 | 0 | 21 | 0 |
| CA San Telmo Argentina | Total club    | Total club    | 47 | 0 | 1 | 0 | 0 | 0 | 48 | 0 |
| Colegiales (Munro) Argentina | 2.ª           | 2023          | 1  | 0 | 0 | 0 | 0 | 0 | 1  | 0 |
| Colegiales (Munro) Argentina | Total club    | Total club    | 1  | 0 | 0 | 0 | 0 | 0 | 1  | 0 |
| Gimnasia y Esgrima La Plata Argentina | 1.ª           | 2025          | 0  | 0 | 0 | 0 | 0 | 0 | 0  | 0 |
| Gimnasia y Esgrima La Plata Argentina | Total club    | Total club    | 0  | 0 | 0 | 0 | 0 | 0 | 0  | 0 |
| Total carrera | Total carrera | Total carrera | 48 | 0 | 1 | 0 | 0 | 0 | 49 | 0 |
| (1) La copa nacional se refiere a la Copa Argentina y Copa de la Liga Profesional. (2) La copa internacional se refiere a la Copa Sudamericana y Copa Libertadores. |               |               |    |   |   |   |   |   |    |   |